# William A. Dembski
William Albert "Bill" Dembski (n. 18 de julio de 1960) es un matemático, filósofo y teólogo estadounidense, proponente del diseño inteligente en oposición a la teoría de la selección natural. Desde 1999 hasta 2005, fue uno de los académicos de Baylor University, donde era objeto de constante atención y varias controversias. Para el año académico 2005-2006, fue brevemente el "Carl F. H. Henry Professor of Theology and Science" en el seminario Southern Baptist Theological Seminary en Louisville, Kentucky, al igual que el primer director del nuevo Centro para la Teología y la Ciencia del colegio (desde entonces ocupa el cargo el conocido creacionista Kurt Wise).

### Ediciones en castellano
- Dembski, William A. (2006). Diseño inteligente. Homo Legens. ISBN 978-84-935182-4-0.

- "El fin del cristianismo. Cómo encontrar a un Dios bueno en un mundo malo". B&H. 2010. ISBN 9781433668388.